# Batalla de Varsovia (1705)
Batalla de Varsovia (también conocida como Batalla de Rakowitz) fue una de las principales batallas de la Gran Guerra del Norte, enfrentándose el Imperio sueco y la Mancomunidad de Polonia-Lituania junto al Electorado de Sajonia en las proximidades de Varsovia el 31 de julio de 1705.

## Antecedentes
Parte de la Gran Guerra del Norte tuvo lugar entre 1704 y 1706, cuando la Mancomunidad polaco-lituana se encontraba sumergida en medio de una profunda guerra civil, que enfrentaba a la Confederación de Varsovia que apoyaba al rey Estanislao I Leszczynski, y la Confederación de Sandomierz, apoyando al rey Augusto II de Polonia. Desde el principio, Suecia apoyó a Leszczyński, enviando varias tropas dirigidas por Carl Nieroth. En julio de 1705, el comandante sajón Otto Arnold von Paykull y sus aliados de la Confederación de Varsovia decidieron enfrentarse contra los aliados de Leszczyński, pues les superaban en número.
La batalla fue parte del plan creado por Johann Patkul y Otto Arnold von Paykull para aplastar al ejército de Carlos XII de Suecia. El general ruso Boris Sheremetev se involucraría en la guerra apoyando al general sueco Adam Ludwig Lewenhaupt en Curlandia y avanzando hacia Grodno, ciudad fuertemente fortificada. El objetivo era llegar hasta Varsovia flanqueando Cracovia para impedir la coronación de Stanisław Leszczyński.

## Batalla

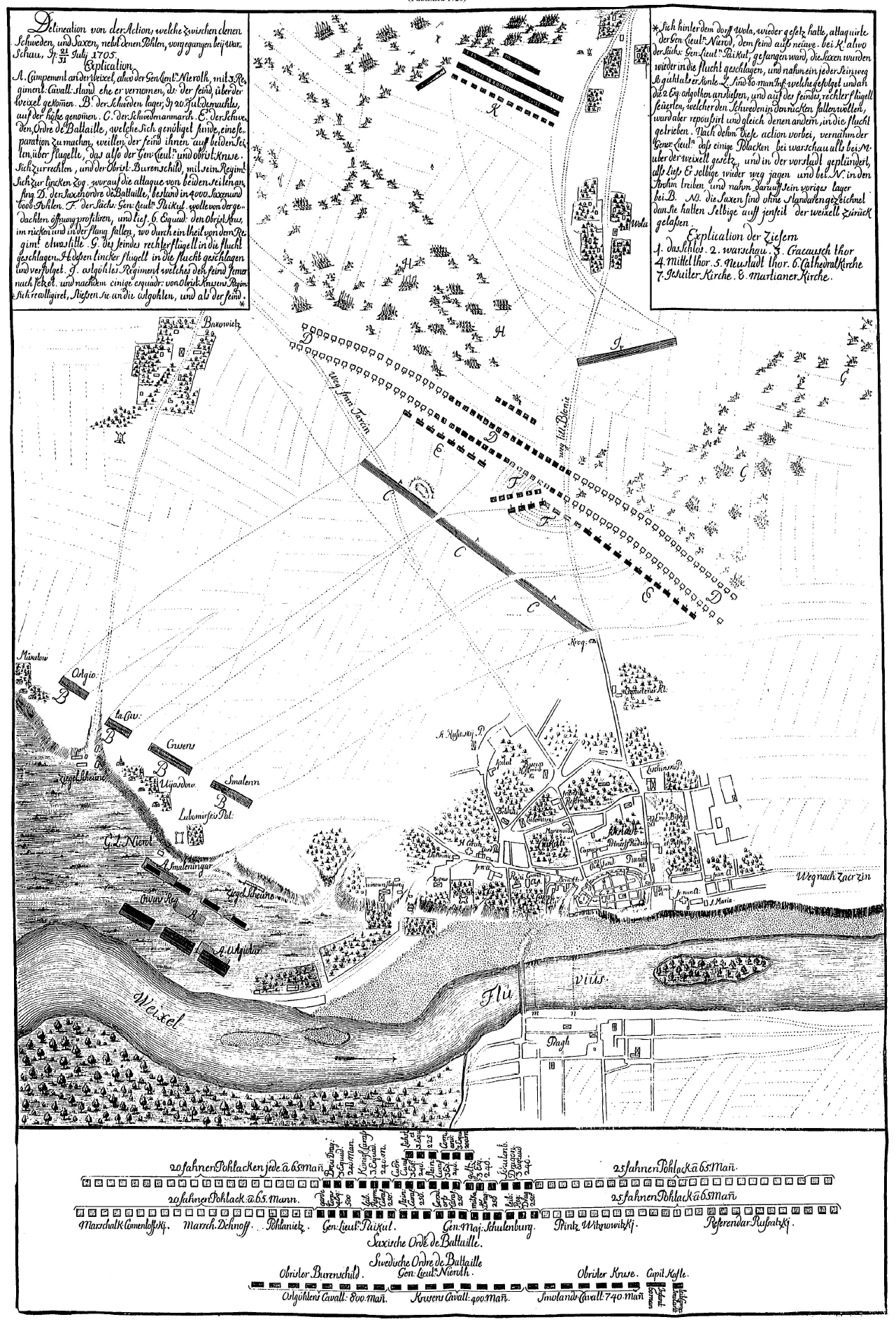
Plan inicial de la batalla elaborado por los polacos.

El 31 de julio, los dos ejércitos se enfrentaron entre sí a las afueras de Varsovia. Las tropas sajonas, polacas y lituanas se dividieron en dos frentes, rodeando a los suecos. Estos, en cambio, se habían agrupado en tres diferentes regimientos llamados Upplands tremännings (compuesto por 400 hombres) a la derecha, Smålands (740 hombres) en el centro y Östgöta (800 hombres) en el flanco izquierdo. Unos sesenta soldados de infantería se escondieron en un campo de centeno para que pudieran ejecutar un ataque por sorpresa contra el otro bando.
El regimiento de caballería Smålands se las arregló para derrotar a los 3.000 soldados de caballería de Lituania. Sin embargo, los otros regimientos suecos tuvieron bastantes problemas, retrocediendo hacia atrás. Las tropas sajonas consiguieron desperdigar a todos los suecos concentrados en el bando derecho. Aun así, Östgöta trató de defender a las tropas suecas atacando desde el flanco izquierdo. 
Los polacos, que habían entrado en la batalla durante ese último ataque, avanzaron rápidamente contra los suecos, aunque sorprendentemente la gran inferioridad numérica de Östgöta logró repeler el ataque tanto sajón como polaco que estos se vieron obligados a retirarse y reagruparse. Las tropas suecas estacionadas en el campo de centeno también se vieron involucradas al final de la batalla, atacando por sorpresa a los sajones que se retiraban.
Las fuerzas suecas capturaron al General von Paykull, y se hicieron con el poder de varios documentos importantes. Finalmente, Carlos XII se trasladó con su ejército hasta el lugar donde tendría lugar la coronación para asegurarse que Leszczyński sería el futuro rey.